# Nataša Avšič Bogovič
Nataša Avšič Bogovič, slovenska političarka in ekonomistka; * 12. september 1971, Murska Sobota.
Trenutno je poslanka v Državnem zboru Republike Slovenije in vodja poslanske skupine Svoboda.

## Mladost in izobraževanje
Rodila se je 12. septembra 1971 v Murski Soboti. Obiskovala je Srednjo ekonomsko, naravoslovno matematična in pedagoško družboslovno šola Brežice (danes Gimnazija Brežice), smer naravoslovno matematični tehnik. Nadalje se je vpisala na Ekonomsko fakulteto v Ljubljani, kjer je diplomirala leta 1995, leta 2005 tudi magistrirala.

## Poklicna pot
Med letoma 1994 in 1995 je v podjetju Agraria Brežice opravljala pripravništvo, nato pa se zaposlila v Termah Čatež, kjer je bila pomočnica in direktorica nabave, trgovine ter centralne priprave hrane. Leta 2001 se je zaposlila kot tržna inšpektorica na brežiški enoti Tržnega inšpektorata Republike Slovenije. Tam je ostala do leta 2016, ko je imenovana na mesto direktorice Splošne bolnišnice Brežice. S položaja je odstopila aprila 2017 in se nato zaposlila kot svetovalka uprave v podjetju GEN-I, kjer je ostala do vstopa v politiko. Med letoma 2000 in 2005 je kot dodatno zaposlitev predavala na višji strokovni šoli v Brežicah.

## Politika
Na državnozborskih volitvah aprila 2022 je na listi Gibanja Svoboda v volilnem okraju Brežice kandidirala za poslanko v Državnem zboru Republike Slovenije. Je predsednica odbora za infrastrukturo, okolje in prostor ter članica komisije za poslovnik in mandatno-volilne komisije. Bila je tudi namestnica vodje poslanske skupine Svoboda. Med svojimi poslanskimi cilji je med drugim zastavila dokončanje hidroelektrarne Mokrice in za zagotavljanje sredstev za brežiško bolnišnico.
18. januarja 2023 je bila izvoljena za predsednico sveta stranke Gibanje Svoboda. Po imenovanju Boruta Sajovica na mesto ministra za obrambo je Nataša Avšič Bogovič postala vodja poslanske skupine Svoboda.